# Altare della Patria
Altare della Patria, česky Oltář vlasti, oficiálním názvem Národní památník Viktora Emmanuela II. (italsky Monumento Nazionale a Vittorio Emanuele II), též zjednodušeně Vittoriano, je neoklasicistní stavba v italském hlavním městě Římě postavená k uctění památky Viktora Emmanuela II., prvního krále a sjednotitele Itálie. Nachází se na jižním okraji Piazza Venezia a severním svahu Kapitolu. Celková rozloha stavby činí 17 500 metrů čtverečních. Součástí památníku je od roku 1921 i hrob Neznámého vojína a pravidelně jej navštěvují představitelé státu během státních svátků jako je Den osvobození (25. duben), Den republiky (2. červen) nebo Den ozbrojených sil (4. listopad). Sídlí zde rovněž několik státních institucí, včetně knihovny, archivu, ústavu dějin a muzea hnutí za sjednocení Itálie (it. Risorgimento). Jde o největší památník Říma i celé Itálie.
Budova patří italskému ministerstvu kultury (zvanému Ministerstvo kulturního dědictví a kulturních aktivit – Ministero per i Beni e le Attività Culturali). Stavba památníku probíhala v letech 1885–1935. Slavnostní otevření se ovšem konalo již roku 1911, u příležitosti 50. výročí vzniku státu. Architektem byl Giuseppe Sacconi. Stavba byla inspirovaná antickou architekturou (zvláště Pergamonským oltářem a chrámem bohyně Fortuny v Palestrině). Na bohaté sochařské výzdobě se podíleli například Pietro Canonica, Arnaldo Zocchi nebo Leonardo Bistolfi. 
Uprostřed památníku na podstavci byla vztyčena dvanáctimetrová bronzová jezdecká socha Viktora Emanuela II. O úroveň níže se nachází socha římské bohyně Romy. Pod ní je od roku 1921 na schodišti památníku hrob neznámého vojína padlého v 1. světové válce, s věčným plamenem, u něhož stojí nepřetržitě čestná stráž.
V průběhu šedesátých let poklesl zájem veřejnosti o památník. V podvečer 12. prosince 1969 vybuchla v prostoru památníku dvojice bomb (po jedné v každém propyleu). Ve stejnou bodu vybuchla také bomba v milánské bance BNA. Poškození neoblíbeného památníku vedlo k jeho uzavření pro veřejnost. Někteří z jeho kritiků navrhovali jeho funkční a uměleckou ruinizaci až částečné či úplné odstranění, případně přemístění na jiné místo. Uzavření památníku trvalo čtyři desetiletí až do září 2000, kdy došlo z iniciativy tehdejšího prezidenta Ciampiho k obnově a znovuotevření památníku. 

## Popis
|  | 1. vstup s branou od Manfreda Manfrediho 2. sousoší Myšlení od Giulia Monteverdeho 3. sousoší Akce od Francesca Jeraceho 4. Jadranská fontána od Emilia Quadrelliho 5. sousoší Síla od Augusta Rivaltiho 6. sousoší Svornost od Lodovica Pogliaghiho 7. Tyrhénská fontána od Pietra Canonica 8. sousoší Oběť od Leonarda Bistolfiho 9. sousoší Pravda od Ettoreho Ximenese 10. socha Okřídleného lva od Giuseppeho Tonniniho 11. vstupní schodiště 12. socha Okřídleného vítězství na klounu od Edoarda Rubina 13. socha Okřídleného vítězství na klounu od Edoarda De Albertise 14. hrob Neznámého vojína 15. socha bohyně Romy od Angela Zanelliho 16. reliéfy čtrnácti italských měst od Eugenia Maccagnaniho (na podstavci jezdecké sochy) 17. jezdecká socha Viktora Emanuela II. od Enrica Chiaradiho 18. socha Okřídleného vítězství na vítězném sloupu od Nicoli Cantalamessa Papottiho 19. socha Okřídleného vítězství na vítězném sloupu od Adolfo Apolloniho 20. propyleje s kolonádou na jejíž vrcholu je bronzové čtyřspřeží (kvadriga) s názvem Jednota od Carla Fontani 21. socha Okřídleného vítězství na vítězném sloupu od Maria Rutelliho 22. socha Okřídleného vítězství na vítězném sloupu od Cesare Zocchiho 23. propyleje s kolonádou na jejíž vrcholu je bronzové čtyřspřeží s názvem Svoboda od Paola Bartoliniho 24. portikus s kolonádou na jejíž římse jsou sochy reprezentující italské regiony. Před kolonádou jsou umělecká ztvárnění měst, která nebyla součástí sjednocené Itálie. |

## Kritika stavby

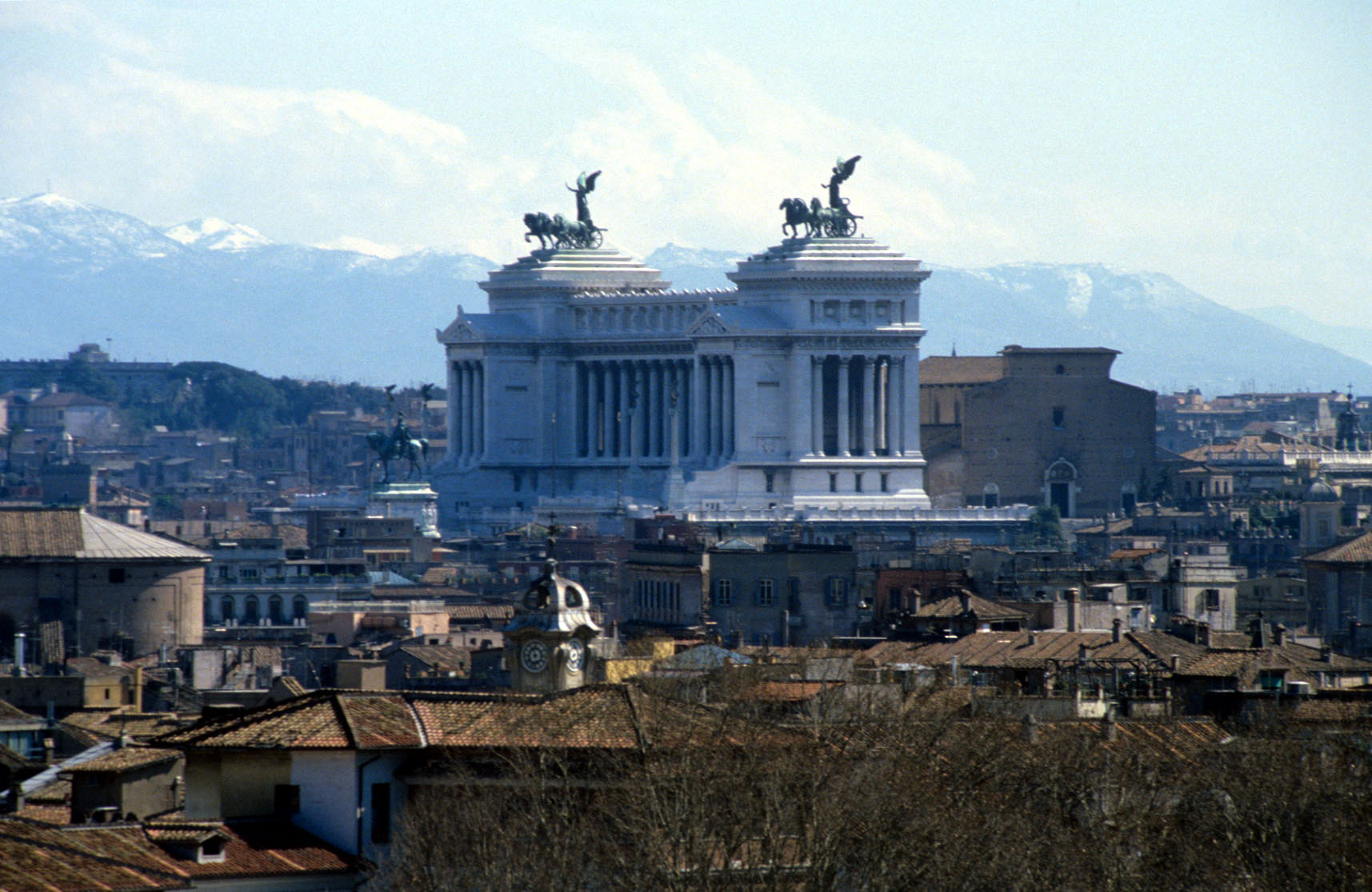
Kontrast památníku a jeho okolí na fotce z roku 1988

Stavba byla od počátku stavby cílem kritiky, zejména pro svou monumentalitu a umístění. Památník s rozměry 135 na 130 m zabírá plochu 717000 m2 a dosahuje výšky 80 m, kterou při pohledu od severu zcela zakrývá Kapitol se zde se nacházejícími budovami s kostelem Santa Maria in Aracoeli. Výška památníku vzhledem k okolí je tak výrazná, že je vidět při většině pohledů na město a výškově konkuruje Bazilice svatého Petra. Kritizována bylo také zničení mnoha starých budov (včetně středověkých) na místě památníku a v jeho nejbližším okolí, včetně prostoru současného Benátského náměstí. Nejvýznamnější z nich byla věž papeže Pavla III. 
V souvislosti v monumentalitou bylo kritizováno také použití bílého botticinského mramoru, namísto původně uvažovaného tmavšího lokálního traventinu.
Lidově je stavba pro svůj vzhled někdy pohrdavě nazývána „psací stroj“,„falešné zuby Říma“ nebo „svatební dort“.

## Galerie

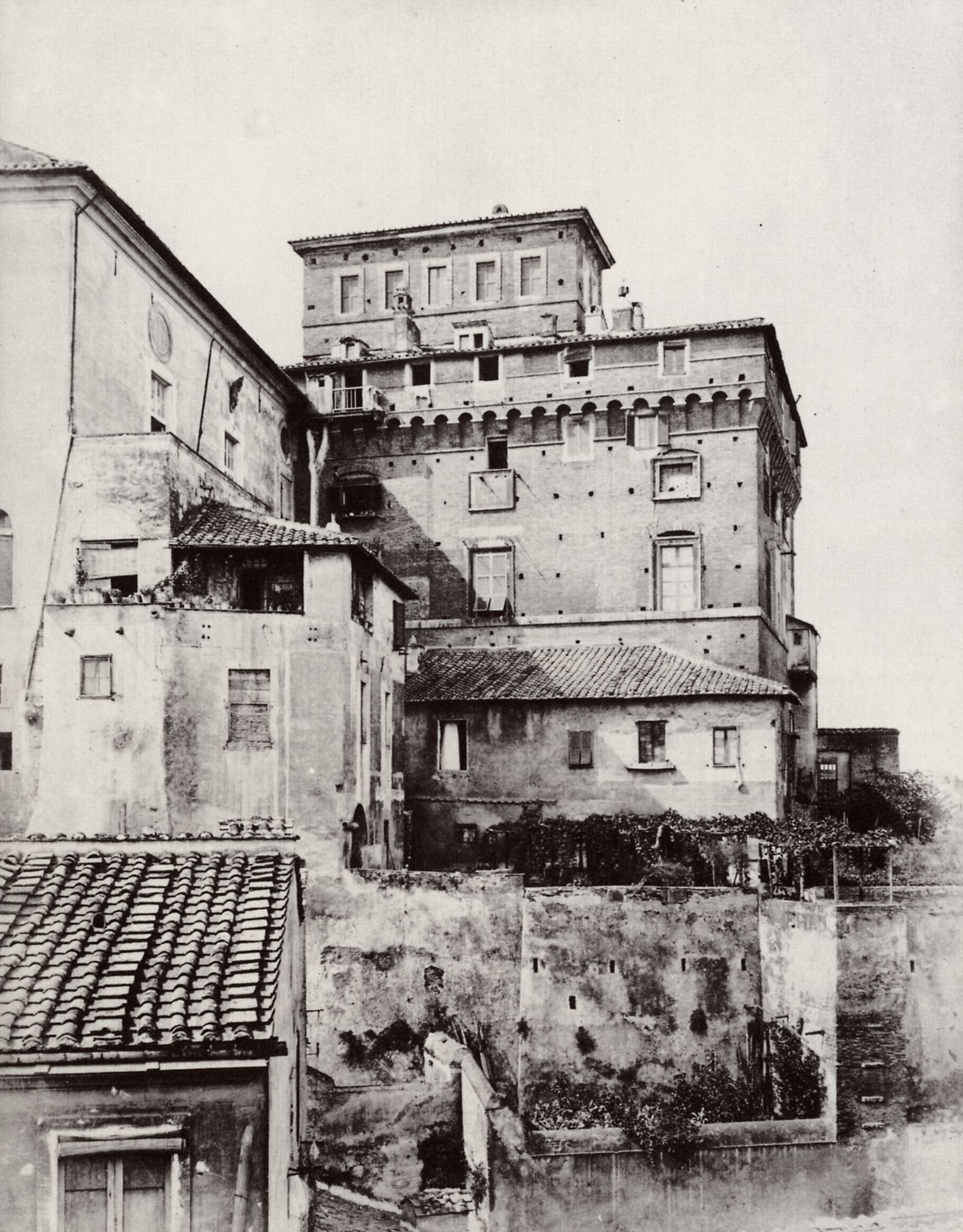
Zbořená věž papeže Pavla III.
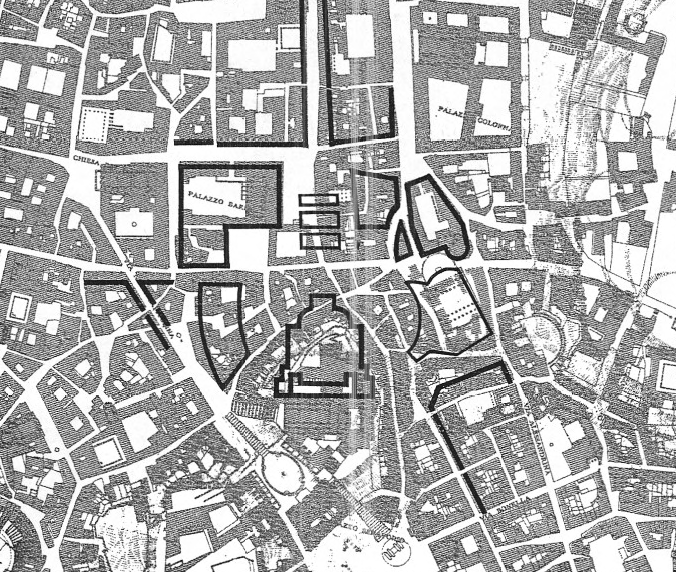
Plánek úprav a demolic budov na místě v okolí památníku
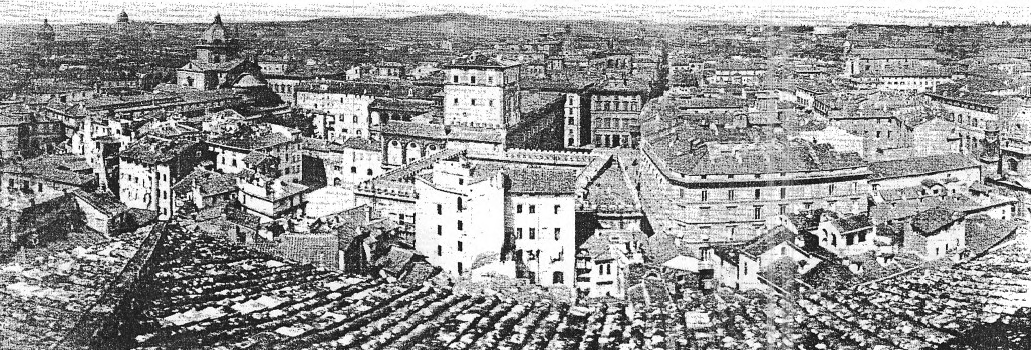
Pohled na prostor budoucího památníku před demolicemi původních budov
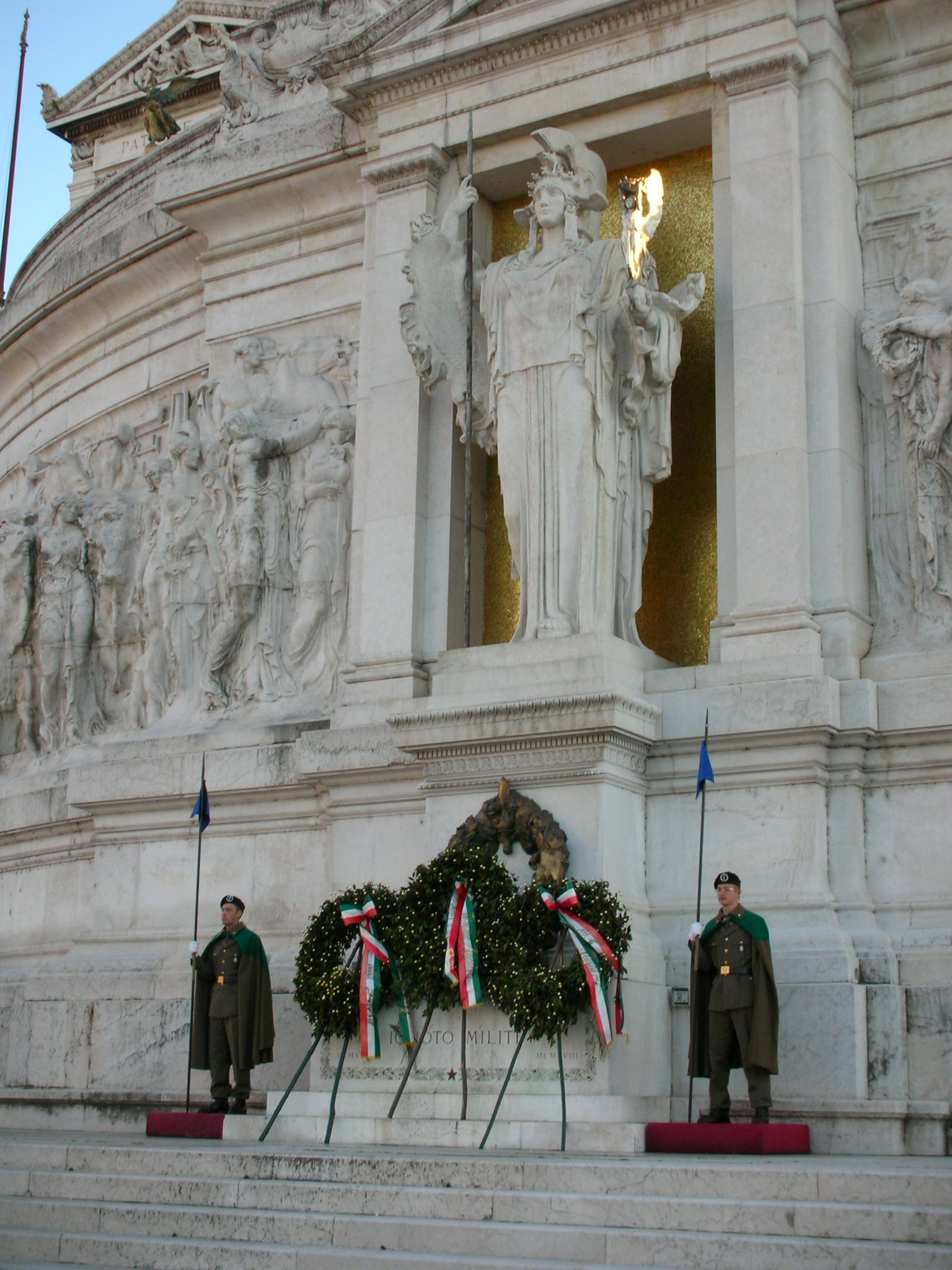
Socha bohyně Romy, pod ní hrob neznámého vojína a čestná stráž
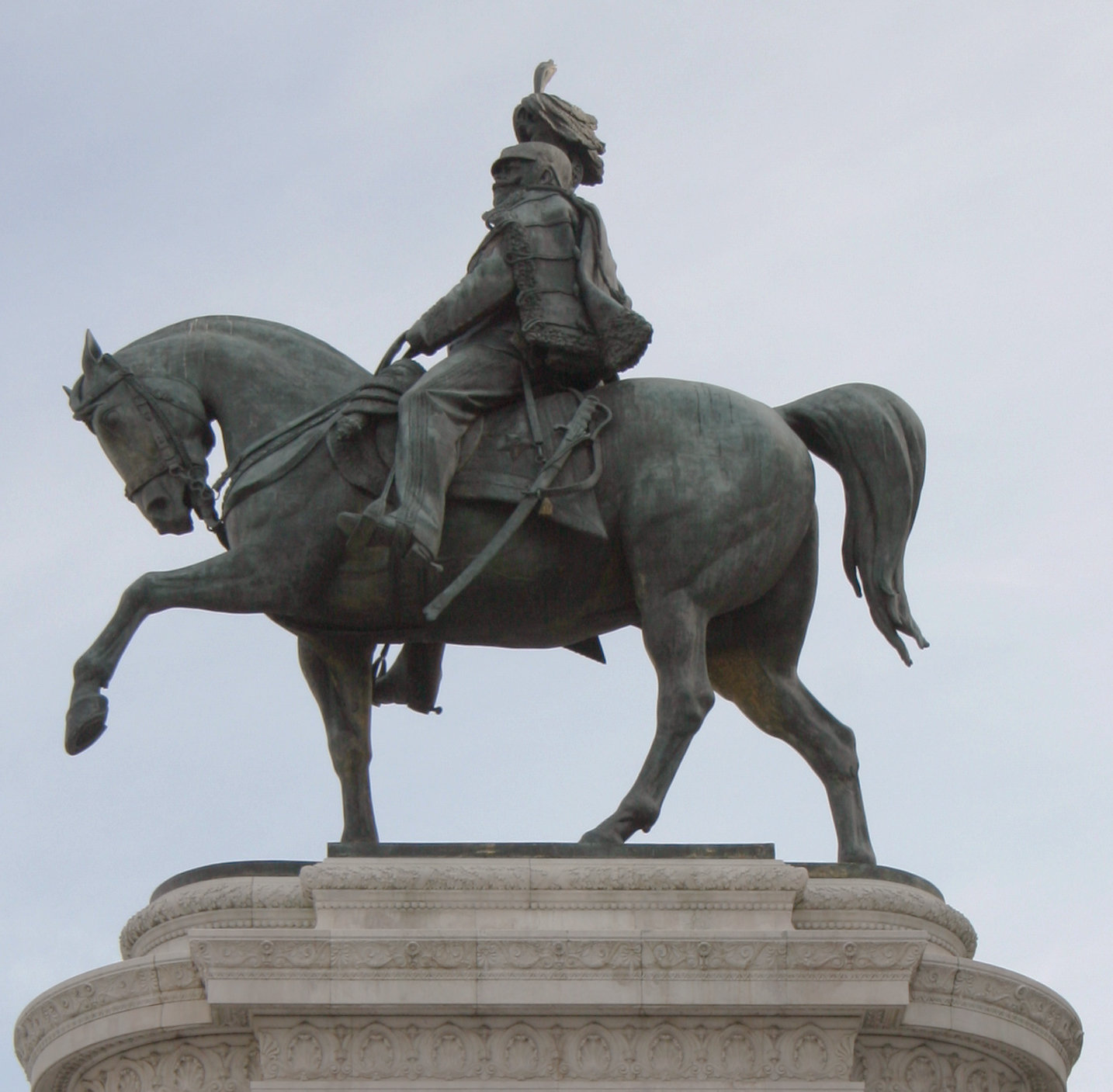
Jezdecká socha Viktora Emanuela II.
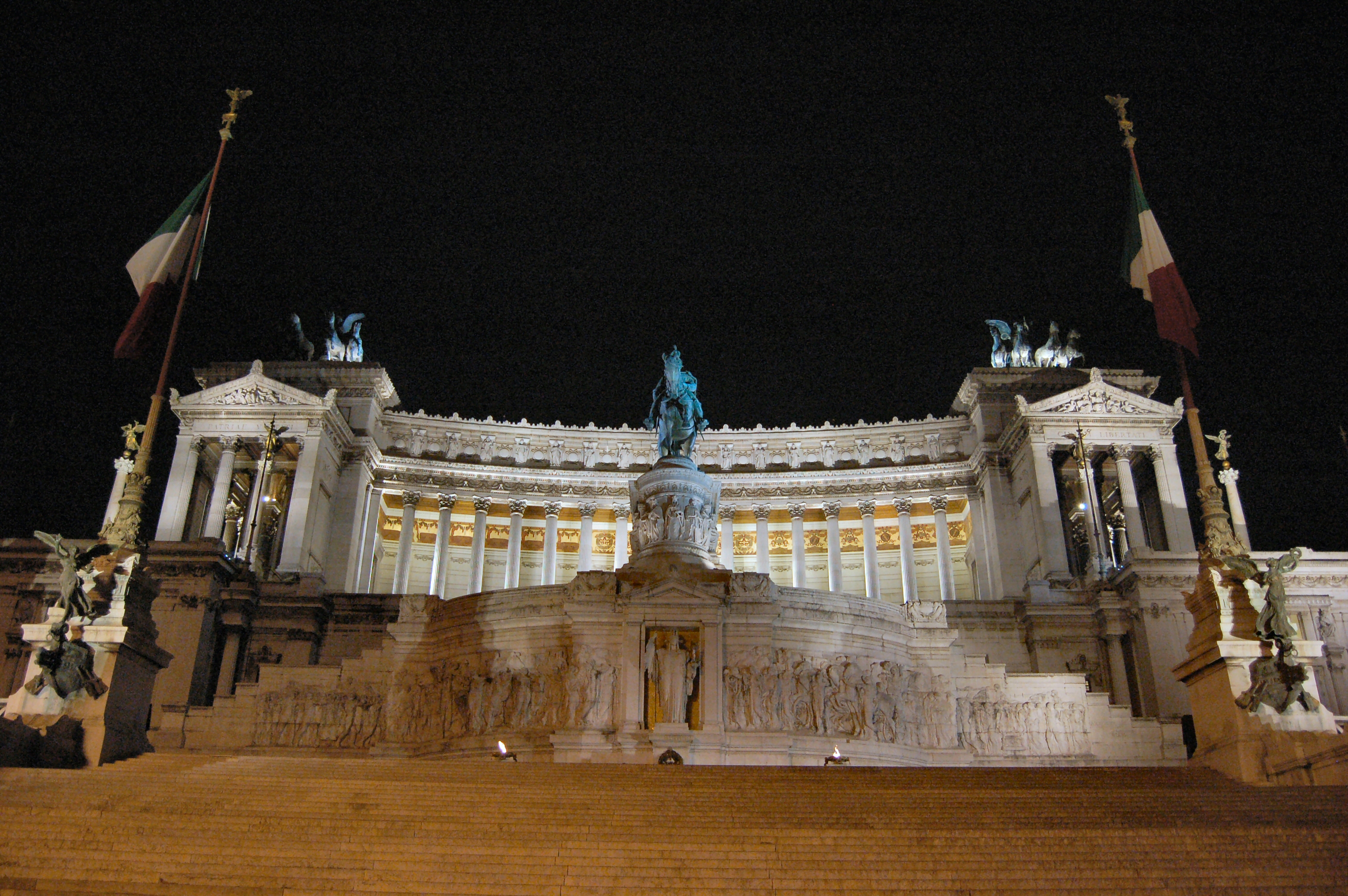
Noční pohled na osvětlený památník